# Pier Andrea Saccardo
Pier Andrea Saccardo (Treviso, 23 de abril de 1845 — Pádua, 11 de fevereiro de 1920) foi um micologista italiano.